# Mazagaón
La Isla de Mazagaón (en inglés: Mazagaon, Mazagón o Mazgaon) es una de las siete islas de Bombay. Se especula que los habitantes originales de las islas habían sido las tribus Agari — trabajadores de la sal— y koli —pescadores—. Una de las teorías sobre la etimología del término sugiere origen portugués, que se deriven de la ciudad y el fuerte de El Jadida en Marruecos. Los primeros colonizadores portugueses fueron los misioneros  jesuitas, que fundaron varias iglesias en el siglo XVI. En 1572, el rey  Sebastián dio la isla a la familia Souza Lima.